# Стадион Дијего Армандо Марадона (Наполи)
Стадион Дијего Армандо Марадона, некад Стадион Свети Павле или Сао Паоло (итал. Stadio San Paolo) је фудбалски стадион у Напуљу, Италија. Трећи је највећи стадион Италији, одмах иза Сан Сира и Стадиона Олимпико. На њему утакмице као домаћин игра италијански фудбалски прволигаш ФК Наполи.
Стадион је изграђен је 1959. а реновиран је 1990. за потребе Светског фудбалског првенства које се одржавало у Италији. Капацитет му је 60.240 гледалаца. Неке од утакмица Летњих олимпијских игара 1960., као и Европског првенства у фудбалу 1980. одигране су на овом стадиону.
Од 4. децембра 2020. године стадион је званично променио назив у стадион Дијего Армандо Марадона.